# Latin és Görög Classicusokhoz Való Praeparatio
A Latin és Görög Classicusokhoz Való Praeparatio (korábbi nevén Latin Iskolai Classikusokhoz Való Praeparatio) egy 19. század végi – 20. század eleji magyar szépirodalmi–irodalomtörténeti könyvsorozat volt, amely Dávid István szerkesztésében a Lampel Róbert (Wodianer F. és Fiai) Cs. és Kir. Udvari Könyvkereskedés kiadásában jelent meg Budapesten 1892 és 1907 között, kötetei pedig a következők voltak: 
- 1. füzet. M. Tullii Ciceronis orationes selectae XIII. Magyarázta Dávid István. 1. füz. De imp. Cu. Pomp. 1–16. (1–48 l.) 1892.
- 2. füzet. C. Sallustii Crispi bellum Jugurthinum. Magyarázta Kapossy Lucian. 1 füz. Bell. Jug. I–XXII. (1–48 l.) 1892. 2. javított kiadás. (1–48 l.) 1900.
- 3. füzet. Cornelii Taciti Annales. Magyarázta dr. Fodor Gyula. 1 füz. Ann. I. 1–17. (1–48 l.) 1892.
- 4. füzet. T. Livii ab urbe condita libri. (Liber XXI–XXII. Magyarázta dr. Fodor Gyula. 1. füz. Liber XXI. 1–17. (1–48 l.) 1892. 2. kiadás. (1–48 l.) 1897.
- 5. füzet. T. Livii ab urbe condita libri. (Liber XXI–XXII. Magyarázta dr. Fodor Gyula. 2. füz. Liber XXI 17–42. (49–96 l.)1892. 2. kiadás. (49–96 l.) 1898.
- 6. füzet. P. Vergillii Maronis Aeneis. Magyarázta Várkonyi Odilo. 1. füz. Aeneis. I. 1–373. v. (1–48 l.) 1892.
- 7. füzet. P. Vergillii Maronis Aeneis. Magyarázta Várkonyi Odilo. 2. füz. Aeneis I. 374–végig. (49–96 l.) 1892. 2. javított kiadás. (49–96 l.) 1900.
- 8. füzet. M. Tullii Ciceronis orationes selectae XIII. Magyarázta Dávid István. 2. füz. De imp. Cn. Pomp. 17–végig és In Catil. 1–végig. (49–96 l.) 2. javított kiadás. (49–96 l.) 1900.
- 9. füzet. C. Sallustii Crispi bellum Jugurthinum. Magyarázta Kapossy Lucián. 2. füz. Bell. Jug. XXIII–LVIII. (49–96 l.) 1893.
- 10. füzet. P. Vergilii Maronis Aeneis. Magyarázta Várkonyi Odilo. 3. füz. Aeneis. II. 1–620. (97–144 l.) 1893. 2. kiadás. (97–144 l.) 1900.
- 11. füzet. M. Tullii Ciceronis oratoriones selectae XIII. Magyarázta Dávid István. 3. füz. (97–144 l.)
- 12. füzet. Dávid István. Latin olvasókönyv (Livius, Ovidius, Phaedrus műveiből) a III. és IV. gymnas. osztályra. 1. füz. I. rész. (1–48 l.)
- 13. füzet. Horatii Flacci carmina (Ódák és epodosok.) Magyarázta dr. Boros Gábor. I. füz. Carmina. I. 1–37., II. 1–6. (1–48 l.) 1894.
- 14. füzet. T. Livii ab urbe condita, libri. (Liber XXI–XXII.) Magyarázta dr. Fodor Gyula. 3. füz. Liber XXI. 42–63. XXII. 1–23. (97–144 l.) 1894.
- 15. füzet. Cornelii Taciti annales. Magyarázta dr. Fodor Gyula. 2. füz. Annales. I. 18–79. (49–96 l.) 1894.
- 16. füzet. Dávid István. Latin olvasókönyv (Livius, Ovidius, Phaedrus műveiből) a III. és IV. gymnas. osztályra. Magyarázta Dávid István. 2. füz. I. rész. Phaedrus meséiből. 27–végig. – A római köztársaság története. 1–34. (49–96 l.) 1894.
- 17. füzet. Horatii Flacci carmina. (Ódák és epodosok.). Magyarázta dr. Boros Gábor.
- 18. füzet. P. Verilii Maronis Aeneis. Magyarázta Várkonyi Odilo. 4. füz. Aeneis II. 620–végig. III. 1–455. (145–192 l.) 1895.
- 19. füzet. Horatii Flacci satirae. Magyarázta Gergye Lénárt. 1 füz.(1–48 l.) 1895.
- 20. füzet. T. Livii ab urbe condita libri. (Liber XX. XXII.) Magyarázta dr. Fodor Gyula. 4. füz. Liber XXII 23–végéig. (145–192 l.) 1895.
- 21. füzet. Dávid István. Latin olvasókönyv. (Livius, Ovidius, Phaedrus műveiből) a III. és IV. gymnas. osztályra. Magyarázta Dávid István. 3. füz. I. rész. A római köztársaság története. 34. II. rész. Ovid. 1–14. (97–144 l.) 1896.
- 22. füzet. Sallustii Crispi de Catilinae coniuratione. Magyarázta dr. Kapossy Lucián. 1 füz. Coniur. Catil. 1–32. (1–48 l.) 1896
- 23. füzet. Horatii Placci satirae. Magyarázta Gergye Lénárt. 2. füz. Sat. I. 5–végig. II. 1. (49–96 l.) 1896.
- 24. füzet. Sallustii RDispi bellum Jugurthinum. Magyarázta dr. Kapossy Lucián. 3. füz. Bell. Jugurth. 58–86. (97–144 l.) 1896.
- 25. füzet. Dávid István. Latin olvasókönyv (Livius, Ovidius, Phaedrus műveiből) a III. és IV. gymnas. osztályra. Magyarázta Dávid István. 4. füz. II. rész. Ovid. 14–végig. (145–190 l.)1896.
- 26. füzet. Sallustii Crispi de Catilinae coniuratione. Magyarázta dr. Kapossy Lucián. 2. füz. coniur. Catil. 32–végig. (49–101 l.) 1897.
- 27. füzet. C. Sallusti Crispi bellum Jugurthinum. Magyarázta dr. Kapossy Lucián. 4. füz. bell. Jugurth. 87–végig. (145–192 l.) 1897.
- 28. füzet. Horatii Flacci epistulae. Magyarázta dr. Vajda Károly. I. füz. Epist. I.1–13. (1–48 l.) 1897.
- 29. füzet. P. Vergilii Maronis Aeneis. Magyarázta Várkonyi Odilo. 5 füz. Aeneis.III. 456–végig. IV 1–401. (193–240 l.) 1897.
- 30. füzet. Horatii Placci epistolae. Magyarázta dr. Vajda Károly. 2. füz. Epist. I. 13–végig. II. 1. (49–96 l.) 1897.
- 31. füzet. Cornelii Taciti annales. Magyarázta dr. Fodor Gyula. 3. füz. Annales. I. 9–III. 21. (97–144 l.) 1898.
- 32. füzet. Horatii Flacci satirae. Magyarázta Rózsa Vitál. 3. füz. Sat. II. 1–végig. (97–145 l.) 1898.
- 33. füzet. M. Tullii Ciceronis orationes selectae XIII. Magyarázta Dávid István. 4. füz. Cat. IV. 3–végig. Pro Sulla 1–19. (145–192 l.) 1898.
- 34. füzet. Horatii Flacci epistolae. Magyarázta dr. Vajda Károly. 3. füz. Epist. II. 1–végig. (97–155 l.) 1898.
- 35. füzet. P. Vergilii Maronis Aeneis. Magyarázta Várkonyi Odilo. 8. füz. Aeneis. VI. 1.–760. (338–384 l.) 1898.
- 36. füzet. Cornelii Taciti Annales. Magyarázta dr. Boros Gábor. 4. füz. Ann. III. 22–IV.24. (145–192 l.) 1898.
- 37. füzet. P. Vergilii Maronis Aeneis. Magyarázta Várkonyi Odilo. 6. füz. Aeneis. IV. 401–végig. V. 1–279. (241–288 l.)1899.
- 38. füzet. Q. Curtii Rufi historiarum Alexandri Magni Macedonis libri qui supersunt. (Lib. III., IV. et V.) Magyarázta dr. L. Keczer Géza. Lib. III. 16. (1–48 l.) 1899.
- 39. füzet. C. Julii Caesaris de bello Gallico. (Liber I. et II.) Magyarázta dr. Vajda Károly. Lib. I. 1–39. (1–48 l.) 1899.
- 40. füzet. P. Vergilii Maronis Aeneis. Magyarázta dr. Várkonyi Odilo. 7. füz. Aeneis. V. 280–végig. (289–336 l.) 1899.
- 41. füzet. Homeros Odysseiája. I–IV. ének. Magyarázta Szőke Adolf. 1. füz. Odys. I. i–225. Számos ábrával. (1–48 l.) 1899.
- 42. füzet. Homeros Iliása. I–V. ének. Magyarázta Szőke Adolf. I. füz. Iliás. I. 1–415. (1–40 l.) 1899.
- 43. füzet. Q. Curtii Rufi historiarum Alexandri Magni Macedconis libri qui supersunt. (Lib. III., IV. et V.) Magyarázta dr. Keczer Géza. 2. füz. Lib. III. 6–12. (49–96 l.) 1900.
- 44. füzet. Homeros Odysseiája. I–IV. ének. magyarázta Szőke Adolf. 2. füz. Odyss. I. 440–végig. II. 1–végig. III. 1–15. Számos ábrával. (49–88 l.) 1899.
- 45. füzet. Homeros Iliása. I–VI. ének. Magyarázta Szőke Adolf. 2. füz. Ilias. I. 416–végig. II. 1–325. (49–80 l.) (1898.)
- 46. füzet. Q. Curtii Rufi historiarum alexandri Magni Macedonis lbiri qui supersunt. (Lib. III., IV. et V.) Magyarázta dr. L. Keczer Géza. 3. füz. Lib. III. 12–IV–6. (97–144 l.) 1900.
- 47. füzet. Cornelii Nepotis vitae. (Miltiades, Themistocles, Aristides, Pausanias, Cimon, Lysander, Alcibiades, Thrasybulus.) Magyarázta Wirth Gyula. 1. füz. Milt. 1–7. 81–48 l.) 1900.
- 48. füzet. C. Julii Caesaris de belo gallico. Liber I. et II. Magyarázta dr. Vajda Károly. 2. füz. I. 39–végig, II. 1–végig. 1900.
- 49. füzet. Cornelli Nepotis vitae. Magyarázta Wirth Gyula. 2. füz. Milt. 7–Them. 9. (49–96 l.) 1900.
- 50. füzet. M. Tullii Ciceronis orationes selectae XIII. Magyarázta Dávid István. 5. füz. Pro. Sulla. 19–végig. Pro Archia. Pro Sestio. 1–14. (193–240 l.) 1900.
- 51. füzet. Cornelii Nepotis cvitae. Magyarázta Wirth Gyula. 3. füz. Themist. 9. Cim. 3. (97–144 l.) 1900.
- 52. füzet. Homeros Iliása. I–VI. ének. Magyarázta Szőke Adolf. 3. füz. Iliás. II. 396–végig. III. 1–303. (81–112 l.) 1900.
- 53. füzet. Cornelii Nepotis vitae. Magyarázta Wirth Gyula. 4. füz. Cim. 3. Alc. 6. (145–192 l.) 1900.
- 54. füzet. Homeros Odysseiája. I–IV. ének. Magyarázta Szőke Adolf. 3. füz. Odyss. I. 440–végig. II. 1–végig. III. 1–15. (89–128 l.) 1900.
- 55. füzet. A. Curtii Rufi. Historiarum Alexandri Magni Macedonis. Magyarázta Keczer Géza dr. 4. füzet. (149–192 l.)
- 56. füzet. Ciceronis. M. Tulii orationes select ae XIII. Magyarázta Dávid István. 6. füzet. Cic. p. Sest. 15–49. (141–188 l.)
- 57. füzet. C. Julii Caesaris de bello Gallico. (Liber III–V.) Magyarázta Vajda Károly dr. 3. füzet. Lib. III. és IV. 1–34. (48 l.)
- 58. füzet. Corneli Nepotis vita. Magyarázta Wirth Gyula. 5. füzet. Alc. 6 –Thros. végig. (193–235 l.)
- 59. füzet. C. Julii Caesaris de bello Gallico. Magyarázta Vajda Károly. 4. füz. Lib. IV. 35–végig. Lib. V. (49–95 l.)
- 60. füzet. Livii . ab urbe condita libri. (Liber I–IV.) Magyarázta David István. I. füzet. Liv. I. 1–22. (48 l.)
- 61. füzet. Homeros Odysseája I–VI. ének. Magyarázta Szőke Adolf. 4. füzet. Odyss. IV. 425–végig. V. 1–230. (129–168 l.)
- 62. füzet. P. Vergilii Maronis Aeneis. Magyarázta Várkonyi Odiló. 9. füzet. Aeneis VI. 760–végig. VII. 1–610. (385–432 l.)
- 63. füzet. C. Taciti Annales. Magyarázta Boros Gábor dr. 5. füzet. Ann. IV. 25–végig. (V. 1-11. VI. 1–7. (193–240 l.)
- 64. füzet. Herodoti epitome. Herodotos műveiből való szemelvények. Magyarázta Dávid István. I. füzet. Epit. I–VII. (40 l.)
- 65. füzet. Homeros. Iliása. I–VI. ének. Magyarázta Szőke Adolf. 4. füzet. Iliás III. 305–V. 107. (121–160 l.)
- 66. füzet. Livii T. Ab urbe condita libri. (Liber I–IV.) Magyarázta Dávid István. 2. füzet. Lib. I. 22–46. (49–96 l.)
- 67. füzet. Herodoti Epitome. Herodotos műveiből való szemelvények. Magyarázta Dávid István. 2. füzet. Epit. VIII–XIV. (41–80 l.)
- 68. füzet. Homeros Iliasa. I–VI. énekek. Magyarázta Szőke Adolf. 5. füzet. Ilias. V. 107–722. (161–20 l.)
- 69. füzet. Homeros Odysseája. I–IV. ének. Magyarázta Szőke Adolf. 5. füz. Odyss. V. 283–VI. 102. (160–208.)
- 70. füzet. Platon. Sokrates védelme és kritonja. Magyarázta Vajda Károly dr. I. füzet. Apol. 1–27. (40 l.)
- 71. füzet. Cicero negyedik beszéde Verres ellen. –De Signis. –Magyarázta Zsámboki Gyula. Cic. in Verr. Or. IV. 1–végig. (56 l.)
- 72. füzet. Ovidius műveiből való szemelvények. (Metamorphoses és Fasti.) Magyarázata Dávid István. I. füzet. Metam. I–V. (48 l.)
- 73. füzet. Livii T. Ab urbe condita Libri. (Liber. I–IV.) Magyarázta Dávid István 2. füzet. Liv. I. 46–végig. –II. 1–7. (97–144 l.)
- 74. füzet. Homeros Odysseája. VI–XII. ének. Magyarázta Szőke Adolf. VI. füzet. Odyss. VI. 103–végig. VII. 1–181. (209–248 l.)
- 75. füzet. Tacitus Agricola élete. Magyarázta Dávid István. (48 l.)
- 76. füzet. Platon. Sokrates védelme és kritonja. Magyarázta Vajda Károly dr. 2. füzet. Apol. 27–végig. Krit 1–végig. (41–80 l.)
- 77. füzet. P. Vergilii Maronis Aeneis. Magy. Vajda Károly dr. 10. füzet. Aeneis. VII. 615–végig. VIII. 1–291-ig. (433–480 l.)
- 78. füzet. Taciti Cornelii Annales. Magyarázta Boros Gábor dr. 6. füzet. Ann. VI.8–végig. XI. k. 1-24. (241–288 l.)
- 79. füzet. O. Curtii Rufi. Historiarum Alexandri Magni Macedonis libri qui supersunt. (Lib. III., IV. et V.) Magyarázta L. Keczer Géza dr. 5. füzet. Lib. IV. lap 13. V. 4. (193–240 l.)
- 80. füzet. Homeros Iliasa. Magyarázta Szőke Adolf. 6. füzet. V. ének. 723–végig. VI. ének. 1–325-ig. (201–240 l.)
- 81. füzet. Sophokles Antigonéja. Magyarázta Incze József. (48 l.)
- 82. füzet. Cicero a kötelességekről. (De officiis libri tres.) Magyarázta Dávid István. I. kor. 1–34. (48 l)
- 83. füzet. C. Julii Caesaris de bello gallico libri. Magyarázta Vaida Károly dr. 5. füzet. Lib. VI. 1–38. (48 l.)
- 84. füzet. Cicero Oratio pro Sext. Roscio Amerino. Magyarázta Reibner Márton dr. (40 l.)
- 85. füzet.  Ovidius műveiből való szemelvények. (Metamorphoses et Fasti.) Magyarázta Dávid István. 2. füzet. Metam. V–IX. Fasti I–V. (49–96 l.)